# Quan hệ Israel–Liban
Quan hệ Israel–Liban không bao giờ tồn tại dưới trao đổi kinh tế và ngoại giao bình thường mặc dù hai nước này là láng giềng, nhưng Liban là quốc gia Ả Rập đầu tiên mong muốn có hiệp định đình chiến với Israel năm 1949. Liban đã không tham gia chiến tranh sáu ngày năm 1967, và cuộc chiến tranh Yom Kippur năm 1973. Cho đến đầu năm 1970, đường biên giới giữa Israel và Liban là đường biên giới yên tĩnh nhất giữa Israel và bất kỳ quốc gia Ả Rập nào.
Về mặt lịch sử, hai nước đều là những nước kế tục đế quốc Ottoman. Hai nước còn là thành viên đầy đủ của Liên minh Địa Trung Hải và nhiều tổ chức khác.
Pháp luật của Israel và Liban coi nhau là "quốc gia thù địch".
Công dân Israel hoặc bất kỳ người nào khác có hộ chiếu, thị thực, con dấu do Israel cấp đều bị nghiêm cấm nhập cảnh vào Liban và có thể bị bắt giam nếu vi phạm.
Năm 2008, một khảo sát của Trung tâm Nghiên cứu Pew cho thấy đa số người Liban có quan điểm tiêu cực về người Do Thái và Nhà nước Israel, với 97% người Liban được khảo sát có ý kiến chống người Do Thái. Trong cuộc điều tra năm 2011 của Trung tâm Nghiên cứu Pew ở các nước Hồi giáo chiếm đa số tại Trung Đông, chỉ 3% người Liban có quan điểm tích cực về người Do Thái và Nhà nước Israel.

## So sánh quốc gia
| Tên thường gọi      | Israel                                                           | Liban                                                                  |
| Tên chính thức      | Nhà nước Israel                                                  | Cộng hòa Liban                                                         |
| Tên bản địa         | מְדִינַת יִשְׂרָאֵל (Medīnat Yisrā'el) دَوْلَة إِسْرَائِيل (Dawlat Isrāʼīl)     | الجمهورية اللبنانية (al-Jumhūrīyah al-Lubnānīyah) République libanaise |
| ------------------- | ---------------------------------------------------------------- | ---------------------------------------------------------------------- |
| Quốc huy            |                                                                  |                                                                        |
| Quốc kỳ             | Israel                                                           | Liban                                                                  |
| Dân số              | 8,462,600                                                        | 4,425,000                                                              |
| Diện tích           | 20,770/22,072 km² (8,019/8,522 sq mi)                            | 10,452 km² (4,036 sq mi)                                               |
| Mật độ dân số       | 387.63/km² (1,004.00/sq mi)                                      | 473/km² (1,225/sq mi)                                                  |
| Thủ đô              | Jerusalem (Không công nhận)                                      | Beirut                                                                 |
| Thành phố lớn nhất  | Jerusalem                                                        | Beirut                                                                 |
| Chính phủ           | Cộng hòa nghị viện                                               | Dân chủ nghị viện Thế tục Cộng hòa                                     |
| Lãnh đạo đầu tiên   | David Ben-Gurion                                                 | Bechara El Khoury                                                      |
| Lãnh đạo hiện nay   | Benjamin Netanyahu                                               | Michel Aoun                                                            |
| Ngôn ngữ chính thức | Tiếng Hebrew, tiếng Ả Rập                                        | Tiếng Ả Rập, tiếng Pháp (cuộc sống hàng ngày)                          |
| Tôn giáo chính      | Do Thái giáo 75%, Hồi giáo 15%, Cơ Đốc giáo 7%, Druze và khác 3% | Hồi giáo 54%, Cơ Đốc giáo 40.5%                                        |
| GDP (danh nghĩa)    | 305.707 tỷ đô la Mỹ (38,004 đô la Mỹ bình quân đầu người)        | 49.919 tỷ đô la Mỹ (11,068 tỷ đô la Mỹ bình quân đầu người)            |
| GDP (PPP)           | 288.244 tỷ đô la Mỹ (35,833 đô la Mỹ bình quân đầu người)        | 81.122 tỷ đô la Mỹ (17,986 đô la Mỹ bình quân đầu người)               |
| Tiền tệ             | Shekel Israel mới (₪) (ILS)                                      | Bảng Liban (LBP)                                                       |

## Bối cảnh
Thỏa thuận đình chiến giữa Israel và Liban tương đối đơn giản. Không giống như các hiệp ước đình chiến khác, không có điều khoản nào phủ nhận đường Xanh vì biên giới của Liban với Ủy trị Palestine thuộc Anh trước kia (không liên quan gì đến Nhà nước Palestine hiện nay) vẫn được xem là biên giới quốc tế de jure. Kết Kết quả là lính Israel đã rút khỏi 13 làng của Liban, nơi đã bị chiếm trong các cuộc tấn công vào tháng 10 năm 1948.
Không giống như các quốc gia Ả Rập khác, dân Do Thái ở Liban vẫn phát triển sau khi nhà nước Do Thái Israel thành lập năm 1948, chủ yếu là nhờ dân Kitô chiếm đa số ở Liban lúc bấy giờ.
Vào những năm 1950, các chuyến bay nối trực tiếp giữa Beirut và Đông Jerusalem không phải là hiếm gặp. Năm 1951, Hãng hàng không Middle East, hãng vận tải quốc gia Liban, mở rộng mạng lưới hàng không đến Đông Jerusalem, Jordan. Ngoài ra, Air Liban, một hãng hàng không của Liban đã có các chuyến bay nối từ Beirut đến Jerusalem từ năm 1945. Tuy nhiên, chiến tranh sáu ngày 1967 đã làm gián đoạn các hoạt động của hãng Middle East trong hai tuần và dẫn tới việc ngừng các chuyến bay đến Jerusalem.

## Nội chiến Liban
Cuộc nội chiến ở Liban nổ ra vào năm 1975 khi phiến quân phục kích một chiếc xe buýt làm chết 27 người Palestine trên xe. Sự phức tạp của cuộc chiến gắn liền với cơ cấu chính trị tôn giáo gây ra chia rẽ giữa các cộng đồng Hồi giáo Shia, Hồi giáo Sunni và Kitô hữu. Nó càng trầm trọng thêm do dòng người tị nạn Palestine từ năm 1948, và việc trục xuất Tổ chức Giải phóng Palestine khỏi Jordan sau khi tổ chức Tháng Chín Đen trốn sang Liban. Năm 1982, Israel xâm lược Liban giữa cuộc nội chiến sau khi một tay súng Abu Nidal cố gắng ám sát Shlomo Argov. Thủ tướng Israel đổ lỗi cho Tổ chức Giải phóng Palestine (PLO), và lấy nó làm cớ để bắt đầu Chiến dịch Hòa bình Galilee và Chiến tranh Liban 1982. Mục đích là trục xuất PLO khỏi Liban sau cuộc xung đột Nam Liban 1978.
Quỹ Nhi đồng Liên Hợp Quốc (UNICEF) thống kê ngay từ đầu cuộc tấn công của Israel vào ngày 4 tháng 6 đến ngày 15 tháng 8 năm 1982, 29.506 người Liban và Palestine đã thiệt mạng do các cuộc bắn phá của Israel, 80% số đó là thường dân. Hàng nghìn người đã bị bắt và giam trong các nhà tù do Israel kiểm soát. Quân đội Israel đã cắt điện và nước ở khu vực Tây Beirut, tước đi số nước và điện cho hơn 300.000 người trong ba tháng. Ủy ban MacBride công bố một báo cáo năm 1983 cho rằng quy mô bị phá hủy cho thấy Quân đội Israel đã ném bom tấn công rất nhiều khu vực thay vì tấn công các mục tiêu xác định. Việc Israel bắn phá phần lớn Tây Beirut gây tàn phá tài sản dân sự. Trong trường hợp phá hủy bệnh viện, ủy ban cho biết không có vũ khí hoặc đạn dược trong các cơ sở, nhưng bệnh viện Gaza đã bị đánh bom nặng nề trong ba giờ.
Quân đội Israel liên minh với nhóm vũ trang Thiên Chúa giáo chống lại PLO và nhóm vũ trang Hồi giáo Shi'a. Sau khi PLO bị đuổi khỏi Beirut vào mùa hè 1982, ho hy vọng sẽ đưa nhân vật đạo Thiên chúa Bachir Gemayel lên nắm quyền tổng thống Liban. Bachir bay đến thị trấn ven biển Nahariya để nói chuyện với Menachem Begin và Ariel Sharon. Begin và Sharon đề xuất Israel và Liban thiết lập quan hệ ngoại giao đầy đủ, nhưng Gemayel đề xuất một hiệp ước không xâm phạm chính thức. Khi Sharon nhắc nhở Gemayel rằng Israel kiểm soát phần lớn Liban vào thời điểm đó và sẽ khôn ngoan nếu theo Israel, Gemayel đưa tay ra và trả lời: "Hãy đặt còng tay vào... Tôi không phải là chư hầu của các anh." Gemayel rời Israel mà không có bất cứ thỏa thuận chính thức nào. Trước cuộc bầu cử, Gemayel bị sát hại bởi các thành viên của Đảng Dân chủ Thiên Chúa giáo, một đồng minh của đảng ông là đảng Kataeb, đưa Liban vào cuộc khủng hoảng.
Sau vụ ám sát, Israel chiếm đóng Beirut và cho phép Lữ đoàn Liban (LF) tấn công trại tị nạn Sabra và Shatila, nơi LF thực hiện một cuộc thảm sát nhắm vào chủ yếu là người Palestine và người Shiitte Liban. Từ 1.390 đến 3.500 thường dân đã bị thảm sát. Nó gây ra sự phẫn nộ của quốc tế lên các hoạt động của Israel, đặc biệt là PLO đã bị trục xuất khỏi Liban. Ủy ban Kahan của chính phủ Israel tuyên bố Bộ trưởng Quốc phòng nước này là Ariel Sharon chịu trách nhiệm về vụ đổ máu. Vụ việc khiến ông phải từ chức, nhưng ông vẫn nằm trong nội các Israel và sau đó trở thành thủ tướng Israel năm 2001.
Sau vụ ám sát Gemayel, Israel và Liban đã ký thỏa thuận ngày 17 tháng 5 năm 1983, là một hiệp định hòa bình. Liban ký thỏa thuận dưới áp lực của Hoa Kỳ và Israel, nhưng bị Syria phản đối. Thỏa thuận này có một điều kiện là quân đội Syria phải rút quân khỏi Liban, nhưng phải đến tháng 4 năm 2005, điều này mới xảy ra. Phần lớn nội dung hiệp định không giành được sự ủng hộ từ Jordan và Ả Rập Xê Út. Nghị viện Liban đã thông qua thỏa thuận này với 80 phiếu thuận. Nhưng với vị thế là một nước yếu và tình hình đất nước không ổn định, tổng thống Amine Gemayel (anh trai Bachir Gemayel) đã hủy bỏ thỏa thuận này do áp lực từ Syria.

## Những năm 1990
Sự thành công của chiến tranh Vùng Vịnh đã tạo ra nhiều cơ hội mới cho việc hòa giải ở Trung Đông. Tháng 10 năm 1991, dưới sự bảo trợ của Hoa Kỳ và Liên bang Xô viết, các cuộc đàm phán hòa bình được tổ chức ở Madrid, Tây Ban Nha, nơi mà Israel và nhiều quốc Ả Rập đã đàm phán song phương trực tiếp nhằm tìm kiếm một giải pháp hòa bình, giải pháp hòa bình dựa trên Nghị quyết 242 và 338 của Hội đồng Bảo an Liên Hợp Quốc (và 425 về Liban) cùng với việc tìm kiếm hòa bình cho Liban, Jordan, Syria. Đại diện Palestine đã đàm phán cho đến thỏa thuận Oslo giữa Israel và Palestine được ký vào tháng 9 năm 1993. Jordan và Israel đã ký một thỏa thuận vào tháng 10 năm 1994. Tháng 3 năm 1996, Syria và Israel mở một cuộc đàm phán khác ở Madrid; vấn đề Liban tiếp tục được đưa ra.
Trong thời gian này, Israel chiếm đóng quân sự 10% khu vực phía Nam Liban, gọi là "Vành đai An ninh Nam Liban". Đáp lại, phong trào Hezbollah với sự hậu thuẫn của Syria và Iran đã tiến hành chiến tranh du kích chống lại Israel để giành lại khu vực bị chiếm đóng. Vào năm 1990, quân Israel đã đốt cháy những khu vườn ô liu để "tiêu diệt quân du kích Hezbollah". Quân đội Israel đã đặt khoảng 130.000 quả mìn trên toàn bộ khu vực, làm cho việc chăn nuôi gia cầm nguy hiểm. Khi căng thẳng tăng lên, năm 1993, thủ tướng Israel Yitzhak Rabin đưa ra "Chiến dịch Trách nhiệm" nhằm giảm số quân Hezbollah, phá hủy các căn cứ của nhóm này và buộc dân thường phải chạy trốn lên Bắc Liban. Vào đầu tháng 4 năm 1996, Israel tiến hành hoạt động quân sự "Chùm nho thịnh nộ" để trả đũa vụ Hezbollah tấn công một căn cứ Israel ở Nam Liban. Cuộc xung đột xảy ra trong 16 ngày khiến nhiều người dân phải bỏ nhà cửa. Vào ngày 18 tháng 4, một số tên lửa Israel đã tấn công một trại tị nạn, giết chết 102 người sống ở đó.
Trong suốt những năm 1990, sự bất mãn đã xảy ra ở Israel về việc nước này chiến đóng một phần Liban. Sự bất mãn tăng lên do một vụ tai mạn máy bay trực thăng năm 1997 làm 73 binh lính Israel thiệt mang do Liban. Ehud Barak tranh cử thủ tướng Israel bằng việc tuyên bố sẽ rút quân khỏi Liban. Vào ngày 28 tháng 6 năm 1999, Farid Abboud, đại sứ Liban tại Hoa Kỳ đã dự Hội thảo các vấn đề Thế giới Los Angeles mong muốn tìm thấy một giải pháp hòa bình. Cuối cùng, ngày 23 tháng 5 năm 2000, quân đội Israel rút quân khỏi Nam Liban và thung lũng Bekaa, chấm dứt 22 năm chiếm đóng. SLA sụp đổ và khoảng 6.000 thành viên SLA và gia đình họ trốn khỏi đất nước, mặc dù đã có hơn 2.200 người đã trở lại vào tháng 12 năm 2001. Với việc rút quân của Israel, nhiều người ở Liban bắt đầu kêu gọi xem xét sự hiện diện của quân đội Syria, ước tính vào cuối năm 2001 khoảng 25.000.
Việc phá hủy cơ sở hạ tầng do Israel gây ra, đặc biệt là hệ thống nước, đã tàn phá Nam Liban. Chính phủ Liban đã vay Quỹ Ả Rập, Quỹ Kuwait và Hội đồng Phát triển và Tái thiết 50 triệu đô la Mỹ để xây dựng lại mạng lưới nước, và 63 triệu đô la Mỹ để xây dựng lại các trường học, bệnh viện và cơ sở hạ tầng bị phá hủy.

## Hậu chiến
Ngày 16 tháng 6 năm 2000, Hội đồng Bảo an Liên Hợp Quốc thông qua báo cáo của Tổng Thư ký Liên Hợp Quốc về sự tuân thủ nghị quyết 425 của Israel và việc rút quân về phía Nam của biên giới Israel – Liban ("Đường Xanh") của Liên Hợp Quốc. Vào tháng 8, chính phủ Liban đã triển khai hơn 1.000 cảnh sát và binh lính đến khu vực mà Israel vừa rút đi, nhưng Hezbollah cũng nắm giữ các chốt kiểm soát và tiến hành tuần tra dọc Đường Xanh. Trong khi Liban và Syria đều tôn trọng Đường Xanh, nhưng họ cho rằng Israel vẫn chưa rút quân hết khỏi Liban. Hezbollah đã bắt ba lính Israel vào ngày 7 tháng 10 ở trang trại Shebaa. Tuy nhiên, lãnh thổ tranh chấp này được Liban cho rằng không được kiểm soát bởi Israel và nằm dọc theo biên giới Liban mặc dù LHQ và Israel đồng ý rằng trang trại Shebaa nằm trong lãnh thổ Syria. Hezbollah lấy những người bị bắt làm con tin để đổi lấy con tin Liban.
Kể từ đầu cuộc cách mạng cây tuyết tùng, hy vọng có một thỏa thuận hòa bình giữa Israel và Liban càng cao. Trong một cuộc phỏng vấn vào tháng 5 năm 2005 với Saad Hariri của Newsweek, Hariri nói "Chúng tôi muốn có hòa bình với Israel. Chúng tôi không muốn chiến tranh. Chúng tôi hy vọng tiến trình hòa bình đến với chúng tôi, với Syria, với tất cả các nước Ả Rập", nhưng ông nói thêm rằng Liban sẽ không ký một hiệp định hòa bình như Jordan và Ai Cập đã làm.

## Chiến tranh Liban 2006
Thủ tướng Liban Fouad Siniora cho biết vào tháng 8 năm 2006, Liban sẽ là "quốc gia Ả Rập cuối cùng mong muốn hòa bình với Israel" vì số lượng thường dân thiệt mạng trong chiến tranh Liban 2006. Hassan Nasrallah, người đứng đầu Hezbollah tuyên bố "cái chết cho Israel" và hứa hẹn sẽ giải phóng Jerusalem.
Bộ trưởng Quốc phòng Liban Michel Murr gửi một thông điệp đến Israel thông qua Hoa Kỳ cho biết quân đội Liban sẽ không tham gia các cuộc xung đột giữa Israel và Hezbollah sắp tới. Ngoài ra, ông khuyên Israel không đánh bom cầu đường và cơ sở hạ tầng ở các khu vực Cơ Đốc giáo.Theo cựu Đại sứ Hoa Kỳ tại Liban Michele Sison, cho rằng: "Murr đưa ra một số ý tưởng nhằm tránh biến dân Kitô giáo chống lại Israel khi cuộc chiến tiếp theo với Hezbollah xảy ra... Murr cũng vạch ra các kế hoạch của mình cho quân đội Liban khi/nếu Israel xâm chiếm Hezbollah."

## Cáo buộc gián điệp
Trong khoảng từ tháng 4 năm 2009 đến tháng 7 năm 2010, chính quyền Liban đã bắt giữ gần 100 người bị tình nghi là gián điệp của Israel. Nhiều người được cho là sẽ bị tử hình, như nội các Liban công bố là sẽ tiến hành. Tuy nhiên, án tử hình tại Liban đã tạm dừng thi hành theo de facto và án chung thân là mức án tối đa cho nhiều tội.

## Tranh chấp khí thiên nhiên
Năm 2010, Israel phát hiện các mỏ khí thiên nhiên khổng lồ ngoài khơi bờ biển Địa Trung Hải. Mặc dù phát hiện của Israel nằm trong vùng đặc quyền kinh tế của quốc gia này, nhưng tranh chấp phát sinh từ khả năng mỏ khí băng qua biên giới Liban. Một nguyên tắc chung trong tình huống như vậy là quy tắc nắm bắt, trong đó mỗi bên được phép lấy đi nguồn tài nguyên ở bên kia. Trong khi Israel đã thăm dò và khai thác bên cạnh, chính quyền Liban vẫn chưa chính thức phân định ranh giới vùng đặc quyền kinh tế của mình hoặc khởi xướng quá trình chọn thầu thăm dò. Bộ trưởng Năng lượng Liban Gebran Bassil cảnh báo rằng Liban sẽ không cho phép bất cứ công ty Israel nào "khai thác khí đốt trong lãnh thổ của chúng ta". Beirut trước đây đã từng cảnh báo công ty Mỹ Noble Energy không tiếp cận lãnh thổ của Liban. Đáp lại, Bộ trưởng Cơ sở Hạ tầng Israel Uzi Landau đã cảnh báo Liban rằng Israel sẵn sàng sử dụng vũ lực để bảo vệ trữ lượng khí đốt được phát hiện ngoài khơi.
Ngày 17 tháng 8, nghị viện Liban đã thông qua một đạo luật cho phép thăm dò và khai thác các mỏ dầu khí ngoài khơi. Cố vấn của chủ tịch nghị viện Liban Nabih Berri, ông Ali Hamdan hy vọng các công ty sẽ được tham gia đấu thầu vào năm 2011. "Đây chắc chắn là một nền tảng quan trọng cho chính sách dầu mỏ của Liban... và sẽ giúp Liban phân chia các dự trữ dầu khí cho các công ty dự thầu."

## Xung đột biên giới

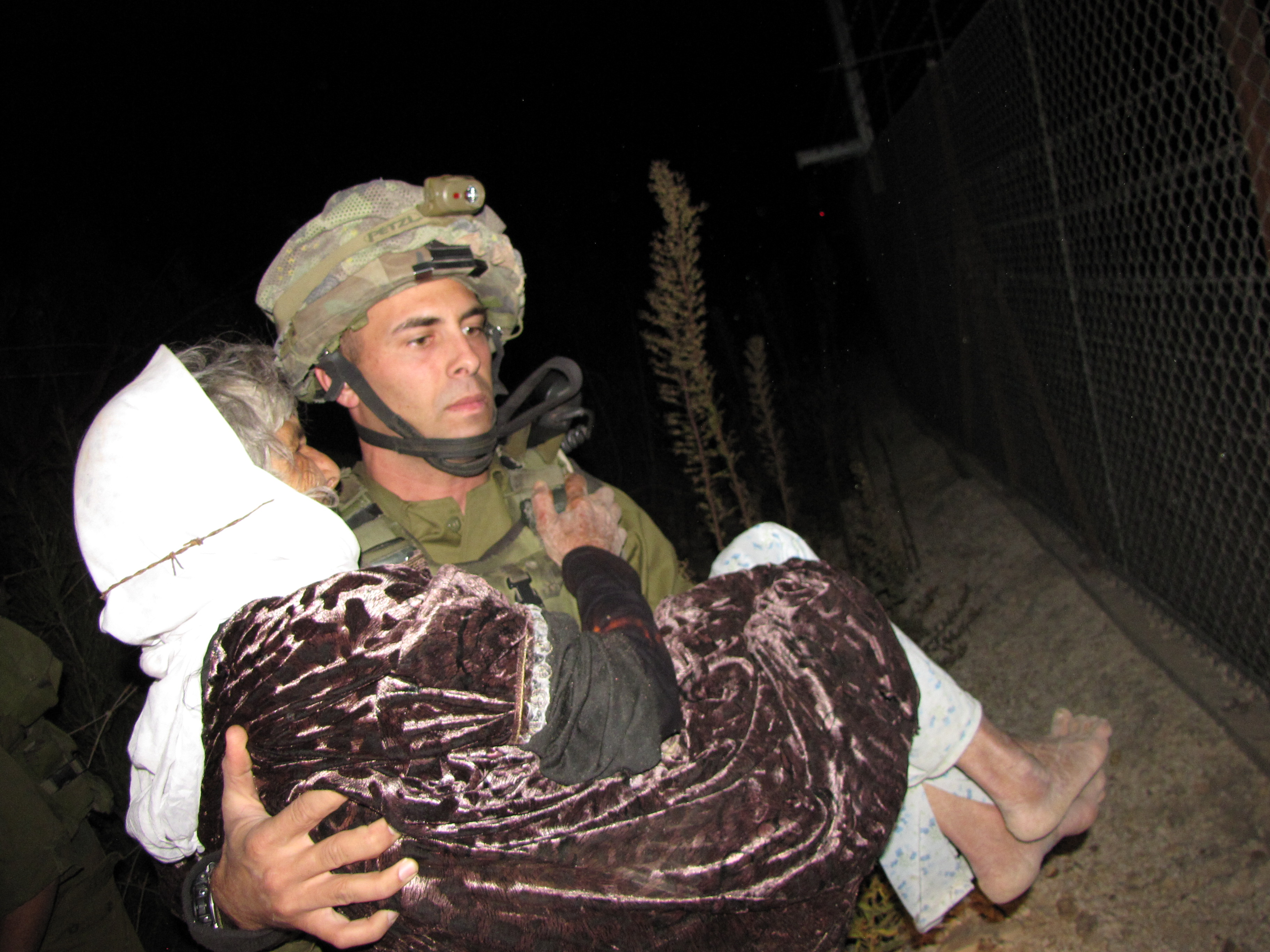
Lính IDF giải cứu một phụ nữ Liban lớn tuổi vào tháng 11 năm 2010.

Ngày 3 tháng 8 năm 2010, một cuộc xung đột xảy ra gần một ngôi làng biên giới Liban Adaisseh giữa Lực lượng Quốc phòng Israel và Lực lượng Vũ trang Liban sau khi một đội tuần tra biên giới Israel chạm trán với quân đội Liban. Israel tuyên bố nhóm binh lính Israel ở trong lãnh thổ của Israel, trong khi Liban cho rằng nhóm lính này đã vượt biên để bứng rễ cây cối. Một cuộc đụng độ kéo dài đã dẫn đến cái chết của ba lính Liban và một chỉ huy cao cấp của Israel; có hai lính Israel và năm lính Liban bị thương. Một nhà báo người Liban cũng thiệt mạng. Pháo binh và máy bay của Israel sau đó đã tấn công một số trụ sở quân đội của Liban ở phía Nam, phá hủy một số xe quân sự.
Ngày 13 tháng 11 năm 2010, Lực lượng Quốc phòng Israel tuần tra dọc theo biên giới phía bắc của Israel phát hiện một phụ nữ Lebanon 80 tuổi có quần áo luộm thuộm ở gần hàng rào biên giới. Người phụ nữ lớn tuổi bị bắt và khi quân đội Liban không thể giúp thì IDF đã giải cứu bà. Sau khi đảm bảo rằng người phụ nữ đó không bị thương, đại diện của UNIFIL liên lạc với quân đội Liban và điều phối việc đưa người phụ nữ trở lại Liban thông qua Chốt kiểm soát Rosh HaNikra.
Vào ngày 15 tháng 12 năm 2013, một người lính Liban đã bắn chết một người lính IDF tại chốt Rosh HaNikra.

## Đại sứ quán, lãnh sự quán
Liban và Isarel không có đại sứ quán hay lãnh sự quán ở đất nước của nhau